# Allie DiMeco
Alexandra Jean DiMeco (Waterbury, 12 juni 1992) is een Amerikaans actrice en multi-instrumentaliste.

## Carrière
DiMeco speelt de rol van Rosalina in de televisieserie The Naked Brothers Band op Nickelodeon. Ook speelt ze in de films van deze serie, waaronder The Naked Brothers Band: The Movie. DiMeco bespeelt drie instrumenten: basgitaar, cello en drums. Het personage Rosalina bespeeld daarentegen zeven instrumenten.
DiMeco begon met haar acteercarrière op vijfjarige leeftijd. Ze heeft in die tijd aan televisieprogramma's als Late Night with David Letterman, One Life to Live, Saturday Night Live en "The King and I" gewerkt.

## Filmografie
- The Naked Brothers Band: The Movie (2005)
- The Naked Brothers Band (2007)
- The Naked Brothers Band: Battle of the Bands (2007)
- The Naked Brothers Band: Sidekicks (2008)
- The Naked Brothers Band: Polar Bears (2008)
- The Naked Brothers Band: Mystery Girl (2008)
- The Naked Brothers Band: Operation Mojo (2008)